# Rugby-Union-Weltmeisterschaft 1995/Gruppe A
Die Gruppe A der Rugby-Union-Weltmeisterschaft 1995 umfasste Titelverteidiger Australien, Kanada, Rumänien und Gastgeber Südafrika. Die Gruppenspiele fanden zwischen dem 25. Mai und 3. Juni statt.

## Tabelle
|    | Land       | Spiele | Siege | Unent. | Ndlg. | Spiel- punkte | Diff. | Tabellen- punkte |
| -- | ---------- | ------ | ----- | ------ | ----- | ------------- | ----- | ---------------- |
| 1. | Südafrika  | 3      | 3     | 0      | 0     | 68:26         | + 42  | 6                |
| 2. | Australien | 3      | 2     | 0      | 1     | 87:41         | + 46  | 4                |
| 3. | Kanada     | 3      | 1     | 0      | 2     | 45:50         | − 5   | 2                |
| 4. | Rumänien   | 3      | 0     | 0      | 3     | 14:97         | − 83  | 0                |

## Spiele

### Südafrika – Australien
| 25. Mai 1995 15:30 SAST | Südafrika | 27 : 18         | Australien                                                                                           | Newlands Stadium, Kapstadt Zuschauer: 51.000 Schiedsrichter: Derek Bevan (Wales) |
| 25. Mai 1995 15:30 SAST | Versuche: Hendriks 37. n.erh. Stransky 63. erh. Erhöhungen: Stransky (1/2) Straftritte: Stransky (4) 5., 21., 29., 44. Dropgoals: Stransky 48. | (14:13) Bericht | Versuche: Lynagh 32. erh. Kearns 77. n.erh. Erhöhungen: Lynagh (1/2) Straftritte: Lynagh (2) 3., 17. | Newlands Stadium, Kapstadt Zuschauer: 51.000 Schiedsrichter: Derek Bevan (Wales) |

| 15                 | André Joubert            |     |
| 14                 | James Small              |     |
| 13                 | Japie Mulder             |     |
| 12                 | Hennie le Roux           |     |
| 11                 | Pieter Hendriks          |     |
| 10                 | Joel Stransky            |     |
| 09                 | Joost van der Westhuizen |     |
| 08                 | Rudolf Straeuli          |     |
| 07                 | Ruben Kruger             |     |
| 06                 | Francois Pienaar         |     |
| 05                 | Hannes Strydom           |     |
| 04                 | Mark Andrews             |     |
| 03                 | Balie Swart              | 66. |
| 02                 | James Dalton             |     |
| 01                 | Os du Randt              |     |
| Auswechselspieler: |                          |     |
| 16                 | Garry Pagel              | 66. |
| 17                 | Johan Roux               |     |
| 18                 | Brendan Venter           |     |
| 19                 | Gavin Johnson            |     |
| 20                 | Chris Rossouw            |     |
| 21                 | Krynauw Otto             |     |
| Trainer:           |                          |     |
| Kitch Christie     |                          |     |

| 15                 | Matt Pini         |
| 14                 | David Campese     |
| 13                 | Dan Herbert       |
| 12                 | Jason Little      |
| 11                 | Damian Smith      |
| 10                 | Michael Lynagh    |
| 09                 | George Gregan     |
| 08                 | Tim Gavin         |
| 07                 | David Wilson      |
| 06                 | Willie Ofahengaue |
| 05                 | John Eales        |
| 04                 | Rod McCall        |
| 03                 | Ewen McKenzie     |
| 02                 | Phil Kearns       |
| 01                 | Dan Crowley       |
| Auswechselspieler: |                   |
| 16                 | Matt Burke        |
| 17                 | Scott Bowen       |
| 18                 | Peter Slattery    |
| 19                 | Troy Coker        |
| 20                 | Mark Hartill      |
| 21                 | Michael Foley     |
| Trainer:           |                   |
| Bob Dwyer          |                   |

### Kanada – Rumänien
| 26. Mai 1995 20:00 SAST | Kanada | 34 : 3         | Rumänien                   | Boet Erasmus Stadium, Port Elizabeth Zuschauer: 18.000 Schiedsrichter: Colin Hawke (Neuseeland) |
| 26. Mai 1995 20:00 SAST | Versuche: Snow 20. n.erh. Charron 60. erh. McKenzie 75. erh. Erhöhungen: Rees (2/3) Straftritte: Rees (4) 28., 40., 49., 66. Dropgoals: Rees 52. | (11:3) Bericht | Straftritte: Nichitean 36. | Boet Erasmus Stadium, Port Elizabeth Zuschauer: 18.000 Schiedsrichter: Colin Hawke (Neuseeland) |

| 15                 | Scott Stewart     |
| 14                 | Winston Stanley   |
| 13                 | Christian Stewart |
| 12                 | Steve Gray        |
| 11                 | Dave Lougheed     |
| 10                 | Gareth Rees       |
| 09                 | John Graf         |
| 08                 | Colin McKenzie    |
| 07                 | Ian Gordon        |
| 06                 | Alan Charron      |
| 05                 | Glen Ennis        |
| 04                 | Mike James        |
| 03                 | Rod Snow          |
| 02                 | Mark Cardinal     |
| 01                 | Eddie Evans       |
| Auswechselspieler: |                   |
| 16                 | Ron Toews         |
| 17                 | Alan Tynan        |
| 18                 | Gareth Rowlands   |
| 19                 | John Hutchinson   |
| 20                 | Paul LeBlanc      |
| 21                 | Karl Svoboda      |
| Trainer:           |                   |
| Ian Birtwell       |                   |

| 15                 | Gheorghe Solomie     |     |
| 14                 | Lucian Colceriu      |     |
| 13                 | Nicolae Răcean       |     |
| 12                 | Romeo Gontineac      |     |
| 11                 | Ionel Rotaru         |     |
| 10                 | Neculai Nichitean    | 68. |
| 09                 | Daniel Neaga         | 53. |
| 08                 | Ovidiu Slușariuc     |     |
| 07                 | Alexandru Gealapu    |     |
| 06                 | Traian Oroian        |     |
| 05                 | Constantin Cojocariu |     |
| 04                 | Sandu Ciorăscu       |     |
| 03                 | Gabriel Vlad         |     |
| 02                 | Ionel Negreci        |     |
| 01                 | Gheorghe Leonte      |     |
| Auswechselspieler: |                      |     |
| 16                 | Ilie Ivanciuc        | 68. |
| 17                 | Adrian Lungu         |     |
| 18                 | Vasile Flutur        | 53. |
| 19                 | Andrei Gurănescu     |     |
| 20                 | Leodor Costea        |     |
| 21                 | Valere Tufă          |     |
| Trainer:           |                      |     |
| Mircea Paraschiv   |                      |     |

### Südafrika – Rumänien
| 30. Mai 1995 xx:xx WESZ | Südafrika                                                                                                | 21 : 8        | Rumänien                                                 | Newlands Stadium, Kapstadt Zuschauer: 45.000 Schiedsrichter: Ken McCartney (Schottland) |
| 30. Mai 1995 xx:xx WESZ | Versuche: Richter (2) 11. erh., 55. erh. Erhöhungen: Johnson (1/2) Straftritte: Johnson (3) 8., 45., 59. | (8:0) Bericht | Versuche: Gurănescu 77. n.erh. Straftritte: Ivanciuc 53. | Newlands Stadium, Kapstadt Zuschauer: 45.000 Schiedsrichter: Ken McCartney (Schottland) |

| 15                 | Gavin Johnson            |     |
| 14                 | James Small              |     |
| 13                 | Christiaan Scholtz       |     |
| 12                 | Brendan Venter           | 58. |
| 11                 | Pieter Hendriks          |     |
| 10                 | Hennie le Roux           |     |
| 09                 | Johan Roux               |     |
| 08                 | Adriaan Richter          |     |
| 07                 | Robbie Brink             |     |
| 06                 | Ruben Kruger             |     |
| 05                 | Krynauw Otto             |     |
| 04                 | Kobus Wiese              |     |
| 03                 | Marius Hurter            |     |
| 02                 | Chris Rossouw            |     |
| 01                 | Garry Pagel              |     |
| Auswechselspieler: |                          |     |
| 16                 | Joel Stransky            | 58. |
| 17                 | André Joubert            |     |
| 18                 | Joost van der Westhuizen |     |
| 19                 | Rudolf Straeuli          |     |
| 20                 | Os du Randt              |     |
| 21                 | James Dalton             |     |
| Trainer:           |                          |     |
| Kitch Christie     |                          |     |

| 15                 | Vasile Brici         |     |
| 14                 | Lucian Colceriu      |     |
| 13                 | Nicolae Răcean       |     |
| 12                 | Romeo Gontineac      |     |
| 11                 | Gheorghe Solomie     |     |
| 10                 | Ilie Ivanciuc        |     |
| 09                 | Vasile Flutur        |     |
| 08                 | Tiberiu Brînză       |     |
| 07                 | Alexandru Gealapu    |     |
| 06                 | Andrei Gurănescu     |     |
| 05                 | Constantin Cojocariu |     |
| 04                 | Sandu Ciorăscu       |     |
| 03                 | Gabriel Vlad         |     |
| 02                 | Ionel Negreci        | 62. |
| 01                 | Gheorghe Leonte      |     |
| Auswechselspieler: |                      |     |
| 16                 | Valere Tufă          | 62. |
| 17                 | Neculai Nichitean    |     |
| 18                 | Adrian Lungu         |     |
| 19                 | Daniel Neaga         |     |
| 20                 | Ovidiu Slușariuc     |     |
| 21                 | Leodor Costea        |     |
| Trainer:           |                      |     |
| Mircea Paraschiv   |                      |     |

### Australien – Kanada
| 31. Mai 1995 13:00 SAST | Australien | 27 : 11        | Kanada                                                      | Boet Erasmus Stadium, Port Elizabeth Zuschauer: 16.000 Schiedsrichter: Patrick Robin (Frankreich) |
| 31. Mai 1995 13:00 SAST | Versuche: Tabua 8. erh. Roff 11. erh. Lynagh 56. erh. Erhöhungen: Lynagh (3/3) Straftritte: Lynagh (2) 6., 35. | (20:6) Bericht | Versuche: Charron 78. n.erh. Straftritte: Rees (2) 14., 31. | Boet Erasmus Stadium, Port Elizabeth Zuschauer: 16.000 Schiedsrichter: Patrick Robin (Frankreich) |

| 15                 | Matt Burke        |     |
| 14                 | Joe Roff          |     |
| 13                 | Jason Little      |     |
| 12                 | Tim Horan         |     |
| 11                 | David Campese     |     |
| 10                 | Michael Lynagh    |     |
| 09                 | Peter Slattery    | 80. |
| 08                 | Tony Daly         |     |
| 07                 | Phil Kearns       | 71. |
| 06                 | Mark Hartill      | 26. |
| 05                 | Warwick Waugh     |     |
| 04                 | John Eales        |     |
| 03                 | Willie Ofahengaue |     |
| 02                 | Ilivasi Tabua     |     |
| 01                 | Tim Gavin         |     |
| Auswechselspieler: |                   |     |
| 16                 | Matt Pini         |     |
| 17                 | Scott Bowen       |     |
| 18                 | George Gregan     | 80. |
| 19                 | David Wilson      |     |
| 20                 | Ewen McKenzie     | 26. |
| 21                 | Michael Foley     | 71. |
| Trainer:           |                   |     |
| Bob Dwyer          |                   |     |

| 15                 | Scott Stewart     |     |
| 14                 | Winston Stanley   |     |
| 13                 | Christian Stewart |     |
| 12                 | Steve Gray        |     |
| 11                 | Dave Lougheed     |     |
| 10                 | Gareth Rees       |     |
| 09                 | John Graf         |     |
| 08                 | Alan Charron      |     |
| 07                 | Gordon MacKinnon  |     |
| 06                 | John Hutchinson   |     |
| 05                 | Gareth Rowlands   | 71. |
| 04                 | Mike James        |     |
| 03                 | Rod Snow          |     |
| 02                 | Karl Svoboda      |     |
| 01                 | Eddie Evans       |     |
| Auswechselspieler: |                   |     |
| 16                 | Ron Toews         |     |
| 17                 | Alan Tynan        |     |
| 18                 | Ian Gordon        |     |
| 19                 | Glen Ennis        | 71. |
| 20                 | Paul LeBlanc      |     |
| 21                 | Mark Cardinal     |     |
| Trainer:           |                   |     |
| Ian Birtwell       |                   |     |

### Australien – Rumänien
| 3. Juni 1995 15:00 SAST | Australien | 42 : 3         | Rumänien                | Danie Craven Stadium, Stellenbosch Zuschauer: 15.542 Schiedsrichter: Naiko Saito (Japan) |
| 3. Juni 1995 15:00 SAST | Versuche: Foley 28. erh. Roff (2) 36. erh., 60. erh. Burke 66. erh. Smith 70. erh. Wilson 80. erh. Erhöhungen: Burke (2/2) Eales (4/4) | (14:3) Bericht | Dropgoals: Ivanciuc 13. | Danie Craven Stadium, Stellenbosch Zuschauer: 15.542 Schiedsrichter: Naiko Saito (Japan) |

| 15                 | Matt Burke     |             |
| 14                 | Damian Smith   |             |
| 13                 | Dan Herbert    | 28. bis 36. |
| 12                 | Tim Horan      |             |
| 11                 | Joe Roff       |             |
| 10                 | Scott Bowen    |             |
| 09                 | George Gregan  | 72.         |
| 08                 | Tim Gavin      |             |
| 07                 | David Wilson   | 28. bis 35. |
| 06                 | Ilivasi Tabua  |             |
| 05                 | John Eales     |             |
| 04                 | Rod McCall     |             |
| 03                 | Ewen McKenzie  |             |
| 02                 | Michael Foley  |             |
| 01                 | Tony Daly      |             |
| Auswechselspieler: |                |             |
| 16                 | Matt Pini      | 28. 36.     |
| 17                 | Michael Lynagh |             |
| 18                 | Peter Slattery | 72.         |
| 19                 | Daniel Manu    | 28. 35.     |
| 20                 | Dan Crowley    |             |
| 21                 | Phil Kearns    |             |
| Trainer:           |                |             |
| Bob Dwyer          |                |             |

| 15                 | Vasile Brici         |     |
| 14                 | Lucian Colceriu      |     |
| 13                 | Nicolae Răcean       |     |
| 12                 | Romeo Gontineac      | 56. |
| 11                 | Gheorghe Solomie     |     |
| 10                 | Ilie Ivanciuc        |     |
| 09                 | Vasile Flutur        |     |
| 08                 | Tiberiu Brînză       |     |
| 07                 | Alexandru Gealapu    |     |
| 06                 | Andrei Gurănescu     |     |
| 05                 | Constantin Cojocariu |     |
| 04                 | Sandu Ciorăscu       |     |
| 03                 | Gabriel Vlad         |     |
| 02                 | Ionel Negreci        | 73. |
| 01                 | Gheorghe Leonte      |     |
| Auswechselspieler: |                      |     |
| 16                 | Ionel Rotaru         |     |
| 17                 | Adrian Lungu         | 56. |
| 18                 | Daniel Neaga         |     |
| 19                 | Traian Oroian        |     |
| 20                 | Leodor Costea        |     |
| 21                 | Valere Tufă          | 73. |
| Trainer:           |                      |     |
| Mircea Paraschiv   |                      |     |

### Südafrika – Kanada
| 3. Juni 1995 20:00 SAST | Südafrika                                                                                          | 20 : 0         | Kanada | Boet Erasmus Stadium, Port Elizabeth Zuschauer: 31.000 Schiedsrichter: David McHugh (Irland) |
| 3. Juni 1995 20:00 SAST | Versuche: Richter 17. erh., 34. erh. Erhöhungen: Stransky (2/2) Straftritte: Stransky (2) 18., 49. | (17:0) Bericht |        | Boet Erasmus Stadium, Port Elizabeth Zuschauer: 31.000 Schiedsrichter: David McHugh (Irland) |

| 15                 | André Joubert            |     |
| 14                 | Gavin Johnson            | 19. |
| 13                 | Brendan Venter           |     |
| 12                 | Christiaan Scholtz       |     |
| 11                 | Pieter Hendriks          |     |
| 10                 | Joel Stransky            | 60. |
| 09                 | Johan Roux               |     |
| 08                 | Adriaan Richter          |     |
| 07                 | Robbie Brink             |     |
| 06                 | Francois Pienaar         |     |
| 05                 | Hannes Strydom           | 72. |
| 04                 | Kobus Wiese              |     |
| 03                 | Marius Hurter            |     |
| 02                 | James Dalton             | 74′ |
| 01                 | Garry Pagel              |     |
| Auswechselspieler: |                          |     |
| 16                 | Japie Mulder             |     |
| 17                 | Hennie le Roux           | 60. |
| 18                 | Joost van der Westhuizen | 19. |
| 19                 | Krynauw Otto             | 72. |
| 20                 | Os du Randt              |     |
| 21                 | Chris Rossouw            |     |
| Trainer:           |                          |     |
| Kitch Christie     |                          |     |

| 15                 | Scott Stewart     |     |
| 14                 | Winston Stanley   |     |
| 13                 | Christian Stewart |     |
| 12                 | Steve Gray        |     |
| 11                 | Dave Lougheed     |     |
| 10                 | Gareth Rees       | 74′ |
| 09                 | John Graf         |     |
| 08                 | Colin McKenzie    | 80. |
| 07                 | Gordon MacKinnon  |     |
| 06                 | Ian Gordon        |     |
| 05                 | Glen Ennis        | 65. |
| 04                 | Alan Charron      |     |
| 03                 | Rod Snow          | 74′ |
| 02                 | Mark Cardinal     |     |
| 01                 | Eddie Evans       |     |
| Auswechselspieler: |                   |     |
| 16                 | Ron Toews         |     |
| 17                 | Alan Tynan        |     |
| 18                 | John Hutchinson   | 65. |
| 19                 | Chris Michaluk    | 80. |
| 20                 | Paul LeBlanc      |     |
| 21                 | Karl Svoboda      |     |
| Trainer:           |                   |     |
| Ian Birtwell       |                   |     |